# Jan Táborský z Klokotské Hory

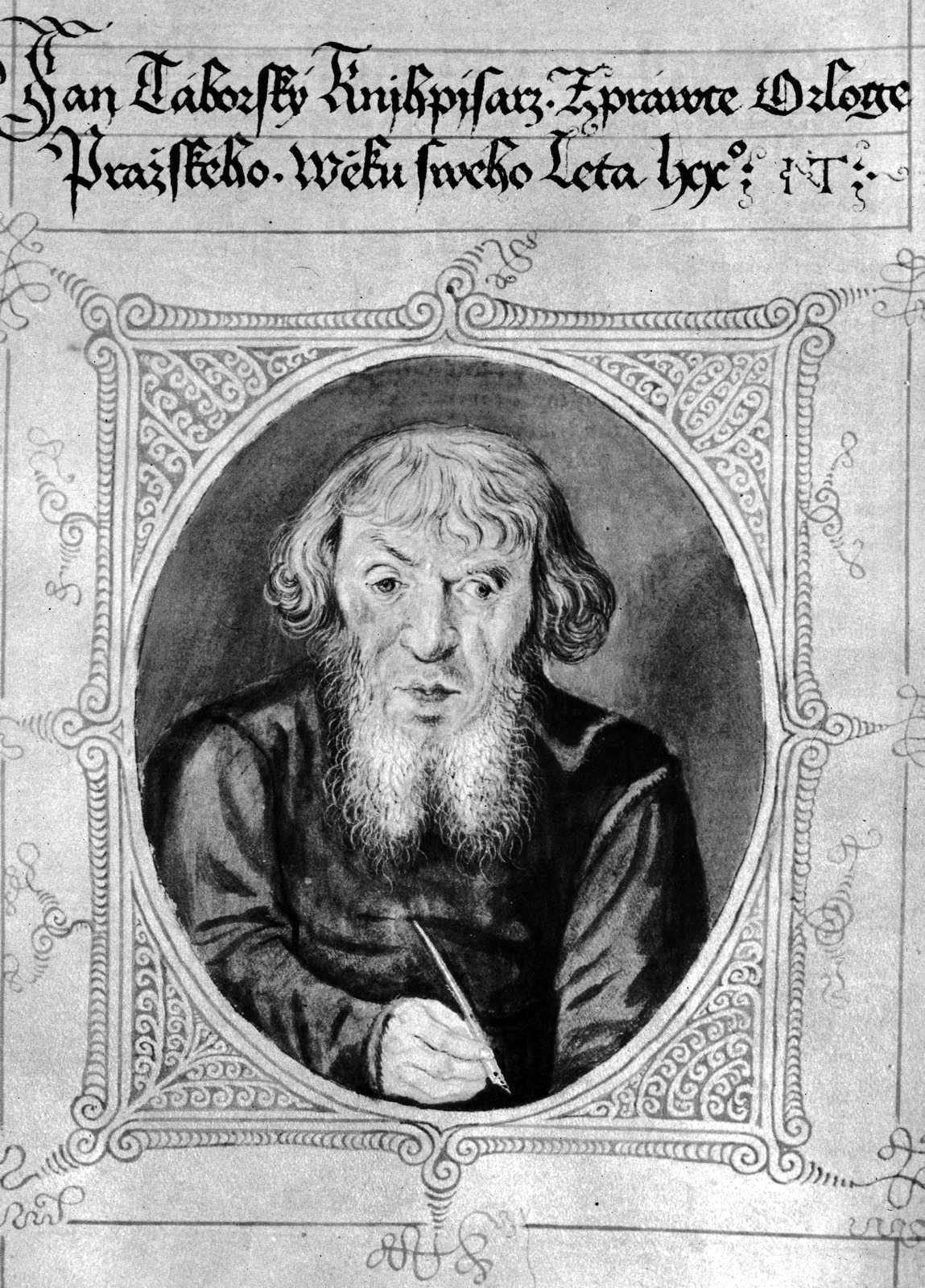
Jan Táborský im 70. Lebensjahr
(Selbstbildnis)

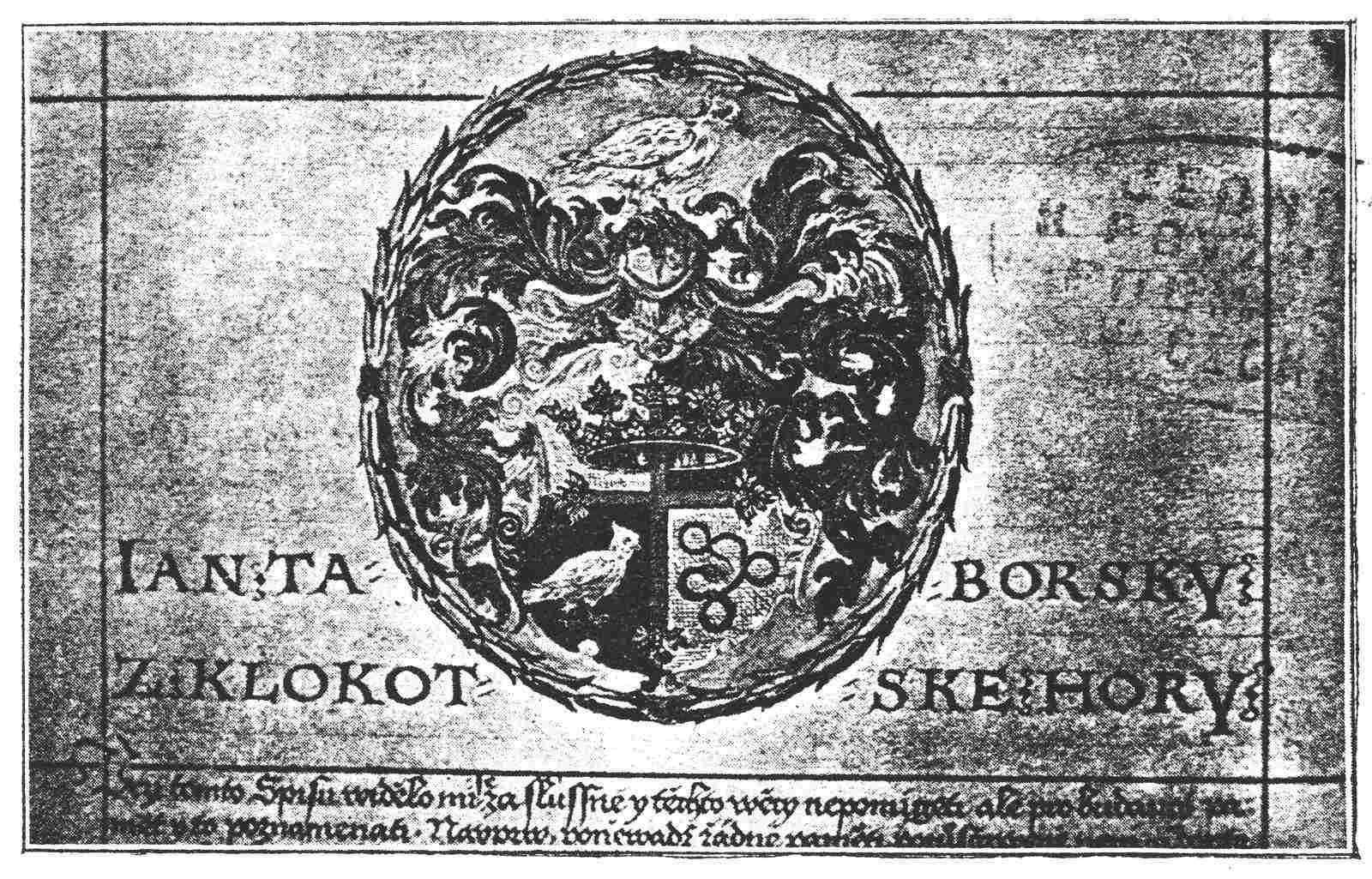
Taborskys Wappen

Jan Táborský z Klokotské Hory, auch Johann Taborsky aus Klokot oder Taborsky de Monte Klokotino (* 1500 bei Tábor; † Januar 1572 in Prag), war ein tschechischer Schreibmeister, Komponist, Astronom und Mechanikus.

## Leben
1500 wurde er bei oder direkt in Tábor geboren. Schon im Jahr 1519 besuchte er an der Karlsuniversität in Prag die Vorträge des Magister Pavel z Příbramě und lernte dabei Mathematik und die Astronomie.
1543 hat Táborský mit seiner ersten Frau Kateřina (Katharina) ein Haus in Prager Neustadt gekauft. 1548 zog er in die Prager Altstadt um, wo er später weitere Häuser kaufte.
1549 verwitwete er und heiratete wieder (auch Kateřina).
Um 1550 wurde ihm ein Adelsprädikat „z Klokotské Hory“ und ein Wappen verliehen.
Er starb im Januar 1572 in Prag.

## Werk
Hauptberuflich war Táborský Schreiber.
Er war im Besitz einer Kalligraphischen Werkstatt in Prag, wo er alte Manuskripte, meistens Gesangbücher und Graduale, abschrieb.
Es sind über 20 Gesangbücher bekannt, die er selbst komponiert und geschrieben hat.
In dieser Zeit beschäftigte er zusätzlich drei weitere Schreiber.

### Die bekannteste Gesangbücher
- kancionál chrudimský (1530)
- kancionál svatovítský I (1541)
- kancionál svatovítský II (1551)
- kancionál čáslavský (1557)

### Horologist
Im Jahre 1551 wurde Táborský von dem Prager Stadtrat für die Wartung und Wiederherstellung des Werkes der Rathausuhr berufen.
Durch die Ausbildung und wie er selbst erzählte, „durch fortgesetzte Bemühungen und Beratungen mit einigen in der Astronomie und Mechanik Verständigen“, hatte er sich das nötige Wissen für die Reparatur und Wartung der Uhr angeeignet.

### Manuskript
Im hohen Alter verfasste er einen Bericht „Spráwa o orloji Pražském“ an den Bürgermeister und den Stadtrat, in welchem er das ganze Uhrwerk mit allen Einzelheiten beschreibt.
Dieses Manuskript, eine der schönsten Tschechischen Handschriften aus dem 16. Jahrhundert, wurde im Jahre 1570 vollendet und enthält auch ein Selbstbildnis von Táborský.